# Wang-Harz

Symbolische Darstellung des Wang-Harzes. Der Kreis stellt die Polymerkörnchen dar, wobei die entsprechende Funktionalisierung hier nur einfach abgebildet ist. Man findet auch abgekürzte Darstellungen unter Auslassung des inneren Benzolrings.

Wang-Harz (auch bekannt als Wang-Resin) ist ein in der organischen Chemie häufig verwendetes festes Trägermaterial, das seinen Namen von seinem Ersthersteller Su-Sun Wang, hat. Es wurde in den 1970er Jahren entwickelt und hat sich vor allem in der Festphasen-Peptidsynthese (SPPS) als besonders nützlich erwiesen.

## Geschichte und Hintergrund
Das Wang-Harz ist ein Copolymer das als Linker (eine Verbindung die für eine schwache Bindung einer Zielmolekülgruppe an eine feste Trägerphase genutzt wird) in der Peptidsynthese und anderen Synthesen verwendet wird. Diese Verbindung ermöglicht es, das fertige Peptid durch saure Bedingungen einfach freizusetzen. Es ist der bekannteste Festphasenlinker und wird manchmal auch als HMP-Harz (Hydroxymethylphenoxy-Harz) bezeichnet.
Diese gehen auf eine Entdeckung von Robert Bruce Merrifield aus dem Jahre 1963 zurück. Dieser berichtete über die bahnbrechende Synthese eines Tetrapeptids, das auf vernetztem chlormethyliertem Polystyrol (heute auch als Merrifield-Harz bekannt) gebunden ist. Dies war der Beginn der organischen Festphasensynthese, die später zunehmend für die Synthese von Peptiden und Nukleotiden eingesetzt wurde. Diese Techniken wurden danach auch auf die Herstellung kleiner Moleküle ausgedehnt, insbesondere in der kombinatorischen Chemie. Bei all diesen Anwendungen liegt der Vorteil der Festphasensynthese in der Möglichkeit, Reaktionen durch einfaches Abfiltrieren des immobilisierten Produkts von allen Reagenzien oder Nebenprodukten in Lösung aufzuarbeiten.
Die Freisetzung von Peptiden aus dem ursprünglichen Harz von Merrifield erforderte die Verwendung von Fluorwasserstoff, und es wurden viele Anstrengungen unternommen, um Alternativen zu finden. Dies wird durch den Einbau eines „Linkers“ zwischen der Polymermatrix und dem Punkt, an dem die Verbindung gebunden ist, erreicht, der dann unter milderen Bedingungen gespalten werden kann. Zumindest bei einigen Festphasenreaktionen wirkt sich der größere Abstand von der Polymermatrix auch positiv auf die Mikroumgebung aus, in der die Reaktionen ablaufen, und die Ausbeute wird mit Linkern erhöht. Das Wang-Harz ist eine der gefundenen Alternativen.

## Herstellung
Wang-Harz wird aus Merrifield-Harz durch Reaktion mit 4-Hydroxybenzylalkohol gewonnen.

## Eigenschaften
Wang-Harz ist in vielen organischen Lösungsmitteln zur Gelphase gequollen löslich, aber unlöslich in Wasser oder Alkoholen. Die Handelsform besteht üblicherweise aus Polystyrolkügelchen mit einem Vernetzungsgrad von 1 %.
Das Wang-Harz wurde ursprünglich für die Bindung von Carbonsäuren entwickelt, in der Regel mit einem Carbodiimid-Aktivierungsmittel. Andere Acylierungsmittel sind symmetrische Anhydride mit katalytischem DMAP, gemischte Anhydride mit 2,6-Dichlorbenzoylchlorid, N-Carboxyanhydride und die Aktivierung von Carbonsäuren durch 1-(Mesitylen-2-sulfonyl)-3-nitro-1H-1,2,4-triazol (MSNT) und 1-Methylimidazol (NMI). Alternativ wird auch die Alkoholaktivierung durch die Mitsunobo-Reaktion praktiziert.

## Externe Links zu erwähnten Verbindungen
1. ↑  Externe Identifikatoren von bzw. Datenbank-Links zu 2,6-Dichlorbenzoylchlorid:  CAS-Nr.: 4659-45-4, EG-Nr.: 225-102-4, ECHA-InfoCard: 100.022.820, GESTIS: 117146, PubChem: 78392, ChemSpider: 70761, Wikidata: Q27256855.
2. ↑  Externe Identifikatoren von bzw. Datenbank-Links zu 1-(Mesitylen-2-sulfonyl)-3-nitro-1H-1,2,4-triazol:  CAS-Nr.: 74257-00-4, EG-Nr.: 628-107-3, ECHA-InfoCard: 100.156.407, PubChem: 716901, ChemSpider: 625554, Wikidata: Q72488790.